# Binasco
Binasco (Binàsch in dialetto milanese) è un comune italiano di 7 069 abitanti della città metropolitana di Milano in Lombardia.

## Origini del nome
A partire dai primi insediamenti romani nel I secolo, è probabile che il toponimo derivi dal prediale latino Benanu, con il suffisso celto-ligure -ascus. Altre ipotesi lo riconducono al termine latino bini, ovvero "doppio", riferito, questo più tardivamente (XII secolo), alla sua posizione equidistante in mezzo ai feudi sia di Milano che di Pavia, di fatto separati dal canale idrico artificiale fossatum, poi rinominato Canale Ticinello. Altre ipotesi ancora, lo riconducono al dialetto lombardo bina, ovvero "riparo".

## Storia
Sul territorio del paese erano presenti nel passato molti pascoli. Con una bolla papale del 28 febbraio 1387, presso il centro abitato, venne istituito il Convento di Santa Maria in Campo, appartenente all'Ordine Francescano.
Il suo castello, in stile gotico, fu sede della signoria austro-spagnola, feudo dei Castaldo, dei Mendoza, dei Biumi e Recalcati; ma soprattutto vide la dominazione Viscontea, in particolare di Filippo Maria Visconti, che pare l'avesse ricevuto in feudo da Gian Galeazzo Visconti, che a sua volta donò vasti beni in Binasco alla Certosa di Pavia. In questa fortezza visse Beatrice di Lascaris, contessa di Tenda, vedova di Facino Cane, passata a seconde nozze con il duca Filippo Maria, da cui fu assassinata la notte tra il 13 e il 14 settembre 1418, vittima innocente, come ella si proclamò fino all'ultimo istante. Sposa infelice, non valsero a salvarle la testa dalla scure gli estesi domini e gli eserciti poderosi portati in dote, più forte fu la passione del duca per Agnese del Maino, fatto che determinò la morte di Beatrice e del paggio Michele Orombelli.
Durante la guerra franco-spagnola (1648-1659), Binasco subì pesanti saccheggi da parte dei francesi. 
Nell'estate del 1658, le campagne di Binasco furono poi analogamente devastate dalle scorrerie dell'esercito francese di Francesco I d'Este, duca di Modena e, nell'estate dell'anno seguente, da quello del duca e maresciallo di Francia Philippe de Montaut-Bénac de Navailles. Queste notizie sono riportate nel Registro amministrativo parrocchiale di Binasco degli anni dal 1656 al 1662, redatto nel periodo vacante dopo la morte del parroco Pietro Francesco Stefanone, spirato in data 30 novembre 1655.
Altro periodo doloroso per Binasco fu la Prima campagna d'Italia di Napoleone Bonaparte, nel corso della quale, tra il 24 e il 25 maggio 1796, il paese venne nuovamente bruciato e saccheggiato dalle truppe napoleoniche, per ordine del capo brigata Jean Lannes. I soldati napoleonici vollero punire la cittadina per essere insorta contro di loro e per l'uccisione di alcuni militari francesi in avanscoperta durante il passaggio dell'armata, mentre essa si recava a Pavia per sedarvi la rivolta fomentata da cospiratori fedeli all'Austria. Per rappresaglia, vennero trucidate circa 200 persone arrestate tra i popolani. Nelle memorie di Napoleone si legge: «Binasco venne conquistato, saccheggiato e dato alle fiamme. Si sperava che l'incendio, che poteva scorgersi dalle mura di pavia, impressionasse questa città, ma non accadde niente; era stata invasa da 8000-10000 contadini, che ne erano divenuti padroni. Erano guidati da uomini turbolenti e agenti dell'Austria [...]». Dopo il massacro, a Milano venne pubblicato il seguente proclama: «Una moltitudine traviata, senza veri mezzi di resistenza, si dà agli eccessi più estremi, disconosce la Repubblica e sfida l'esercito che trionfa dei re. Questo inconcepibile delirio è degno di pietà; si disorienta quel povero popolo per portarlo a perdersi. Il generale in capo, fedele al principio adottato dalla sua nazione di non muovere guerra ai popoli, vuol certo lasciare una porta aperta al pentimento; ma coloro che entro ventiquattr'ore non avranno deposto le armi, saranno trattati come ribelli, e i loro paesi verran dati alle fiamme. Che il terribile esempio di Binasco faccia loro aprire gli occhi! Questa sarà la sorte di tutti i comuni che si ostineranno nella rivolta».
Il pittore Giuseppe Pietro Bagetti, allora al seguito dell'esercito, documentò il fatto di sangue con disegni e dipinti. Lo scrittore Damiano Muoni segnala anche che il polemista antinapoleonico Vittorio Barzoni compose un poema intitolato Il Castello di Binasco, ma non ne riporta la data e nelle biblioteche non sembra esserci traccia dell'opera. Chi invece ha descritto i fatti del maggio 1796 con un'attenta e corretta analisi storica, priva dei condizionamenti retorici delle testimonianze francesi dell'epoca, è stato lo studioso locale Alberto Cuomo che nel 1996 ha pubblicato un opuscolo sugli episodi culminati nella tragica rivolta che costò la vita a tanti insorti e che portò a saccheggiare, oltre Binasco, che subì pure un terribile incendio, anche diversi paesi vicini.
Nel 1805, in seguito alle soppressioni napoleoniche, avvenne la chiusura del monastero francescano.
Durante la dominazione austriaca, per due volte il comune fu spostato in provincia di Pavia: la prima durante il breve regno dell'imperatore Giuseppe II, la seconda (più duratura) durante tutta l'esistenza del Regno Lombardo-Veneto. Nel 1965 la frazione di Badile, dopo essere stata distaccata dal comune di Zibido San Giacomo e aggregata al comune di Binasco, nel 1969 tornò ad essere una frazione del comune di Zibido San Giacomo.

### Simboli
La figura del castello è un richiamo allo storico castello visconteo del XIV secolo situato nel centro dell'abitato. Lo stemma non ha ancora ottenuto formale decreto di concessione.
Il gonfalone è un drappo partito di rosso e di azzurro.

## Monumenti e luoghi d'interesse

### Architetture religiose

#### Chiesa parrocchiale di San Giovanni Battista e Stefano Protomartire
La chiesa principale di Binasco, diocesi di Pavia, venne edificata nel 1783 su disegni affidati a Giulio Galliori. L'interno a navata unica con altari laterali, si notano l'effige della Madonna col Bambino della metà del quattrocento e una statua del XVI secolo raffigurante il beato Baldassarre Ravaschieri. Nella chiesa si conservano e venerano le spoglie della beata Veronica, patrona del paese. 
L'esterno si caratterizza della facciata semplice.
A lato della chiesa si trova il campanile alto 35 metri, possiede un concerto di cinque campane in Re3, il Fa#3 e il Sol3 sono stati fusi nel 1909 da Barigozzi, il La3 nel 1924 sempre da Barigozzi, le restanti due sono di Monzini del 1827.

### Architetture civili
- Castello di Binasco

## Società

### Evoluzione demografica
- 598 nel 1751
- 856 nel 1771
- 770 nel 1805
- 1 117 nel 1809 dopo l'annessione di Pasturago
- 2 884 nel 1811 dopo le annessioni di Casarile, Conigo, Mandrugno, Vernate, Viano, Vigonzino e Zavanasco
- 1 224 nel 1853
- 1 299 nel 1859
- 1 378 nel 1861
- 1 551 nel 1881

Abitanti censiti

### Etnie e minoranze straniere
Secondo le statistiche ISTAT al 1º gennaio 2016 la popolazione straniera residente nel comune era di 528 persone
Le nazionalità maggiormente rappresentate in base alla loro percentuale sul totale della popolazione residente erano:
- Romania 101
- Albania 67
- Ucraina 46
- Cina 40
- Egitto 31

## Cultura

### La Risottata di Binasco

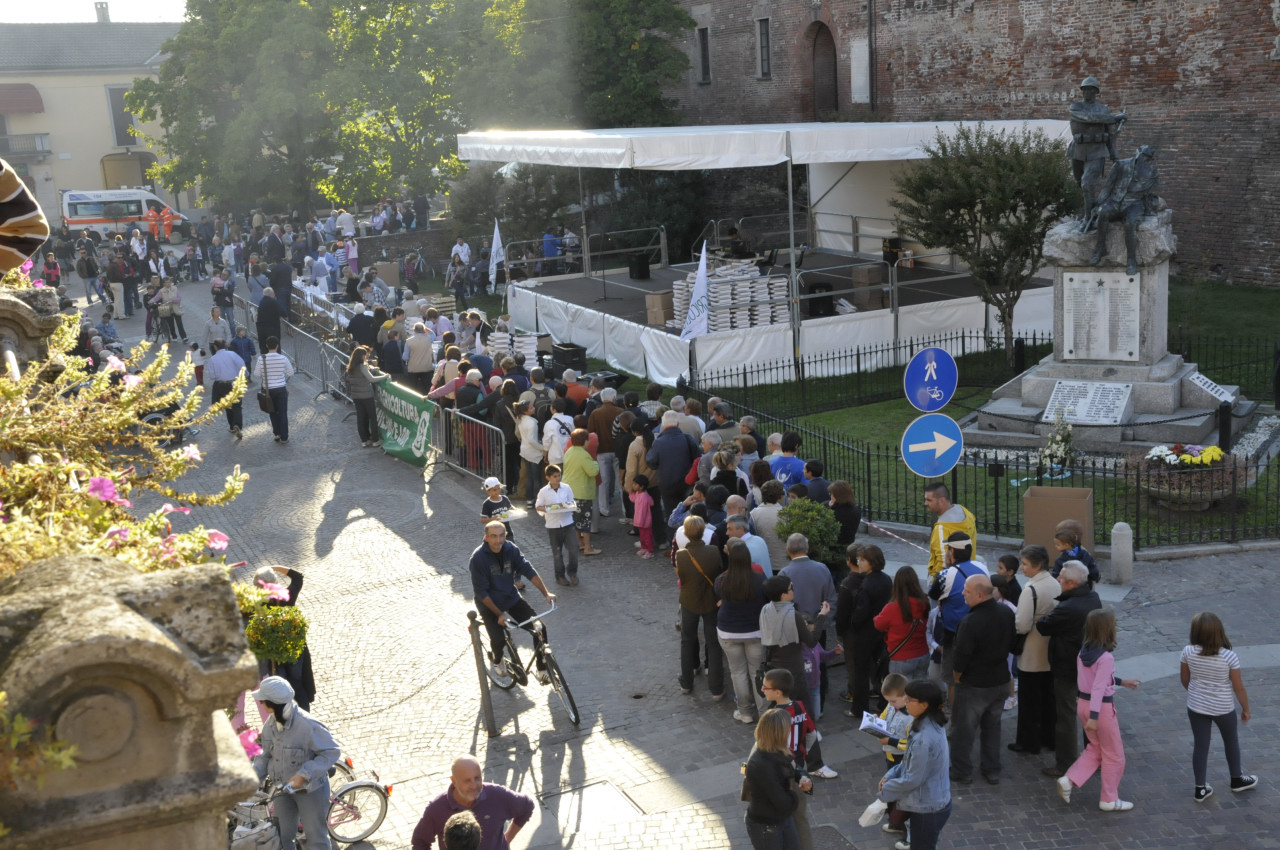
2010, 48ma Risottata di Binasco

In occasione della Festa Patronale della Beata Veronica si svolge a Binasco la storica Risottata, organizzata dai commercianti con il supporto dell’Amministrazione Comunale, dell'associazione degli agricoltori e di alcune imprese del settore agroalimentare. La Risottata di Binasco nacque grazie ad Antonio Tondù, titolare dell’omonimo salumificio, che negli anni ’60 ebbe l'idea, assieme al suo amico Osvaldo Miazza, cuoco e massaggiatore sportivo, di realizzare una risottata in piazza. A quell’epoca si svolgeva a Binasco un’importante gara ciclistica, sponsorizzata proprio dall'azienda di Tondù. Nel settembre del  1962, al termine della corsa fu distribuito un risotto a tutti i cittadini dando avvio così ad una tradizione che non si sarebbe mai più interrotta (a parte negli anni 2020 e 2021, a causa della pandemia da Covid) giungendo nel 2024 alla sessantesima edizione.

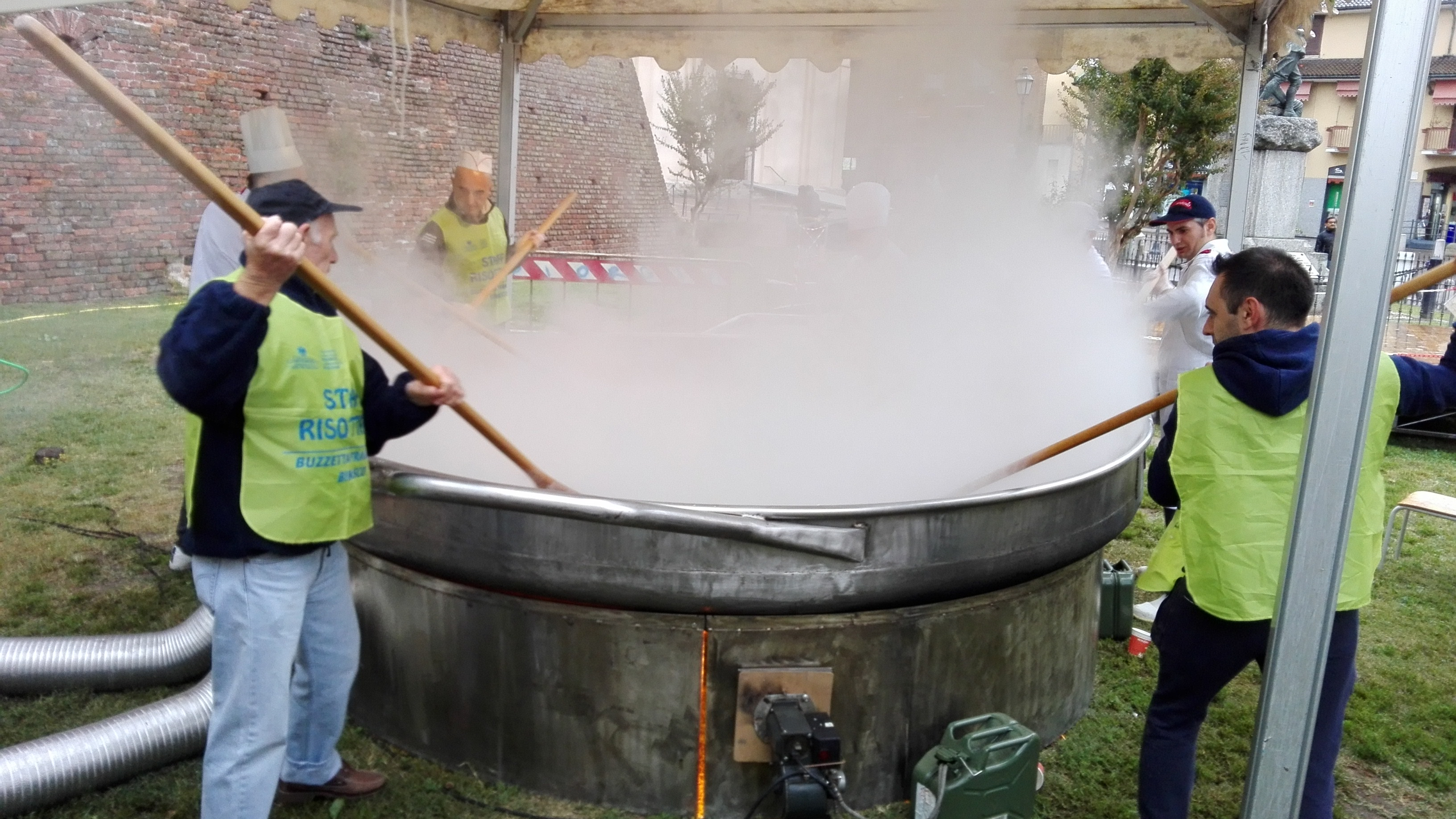
Il pentolone gigante usato per preparare il risotto in diretta alla Risottata di Binasco del 2018

Nel 2013 cambiò l'organizzazione della cottura con l'utilizzo, direttamente in piazza, di un’enorme pentola di acciaio inossidabile nella quale numerosi cuochi mossero con lunghe pale il “risotto con la luganega” destinato a tutto il pubblico presente alla festa. La ricetta è sempre stata praticamente la stessa e prevede l'impiego di due quintali e mezzo di riso, un quintale di pasta di salame e salsicce, quindici chili tra sedano, carote e cipolle, più di venti litri di olio, quattro chili di burro e cinque di grana, e, per finire, venti litri di vino, tra bianco e rosso, per un totale di oltre quattromila porzioni di "risotto alla monzese" in versione binaschina.
Nel 2015 la 53ma edizione della Risottata di Binasco ha fatto parte delle manifestazioni ExpoinCittà nell'ambito dell'Esposizione Universale EXPO tenutasi a Milano dal 1° maggio al 31 ottobre 2015 che aveva come tema "Nutrire il Pianeta, Energia per la Vita".
Questa ricorrenza è molto sentita dagli abitanti di Binasco e dei paesi limitrofi, riscontrando ogni volta una grande partecipazione popolare.

### Musei
La città ospita il Museo della macchina per caffè (MUMAC) del gruppo Cimbali. Fondato nel 2012, il museo custodisce una grande collezione di macchine professionali per caffè espresso, raccontando più di un secolo di storia del settore e del design.

## Infrastrutture e trasporti
Il Comune è servito dallo svincolo "Binasco" dell'autostrada 7 Milano-Genova.
Fra il 1880 e il 1936 la località ospitò una fermata della Tranvia Milano-Pavia.
Attualmente Binasco ha una stazione di pullman, particolarmente frequentata dagli studenti liceali ed universitari che si recano a Milano o a Pavia

## Sport

### Calcio
La squadra di calcio locale è la U.S. Virtus Binasco fondata del 1921.

### Pallavolo
La squadra di pallavolo locale è la A.S.D Virtus Pallavolo fondata nel 1984.

## Amministrazione

### Amministrazioni Comunali
| Periodo | Periodo   | Primo cittadino         | Partito                      | Carica                  | Note |
| ------- | --------- | ----------------------- | ---------------------------- | ----------------------- | ---- |
| 1945    | 1951      | Amilcare Locatelli      | Partito Socialista Italiano  | Sindaco                 |      |
| 1951    | 1956      | Angelo Negri            |                              | Sindaco                 |      |
| 1956    | 1956      | Alberto Passadori       |                              | Commissario Prefettizio |      |
| 1956    | 1958      | Mario Rognoni           |                              | Sindaco                 |      |
| 1958    | 1965      | Sante Tibaldi           |                              | Sindaco                 |      |
| 1965    | 1970      | Giuseppe Attilio Gatti  | Democrazia Cristiana         | Sindaco                 |      |
| 1970    | 1975      | Erminio Astori          |                              | Sindaco                 |      |
| 1975    | 1977      | Rosa Camera             | Partito Comunista Italiano   | Sindaco                 |      |
| 1977    | 1985      | Mauro Della Lunga       |                              | Sindaco                 |      |
| 1985    | 1988      | Alberto Spariani        |                              | Sindaco                 |      |
| 1988    | 1989      | Annamaria Peluso        |                              | Commissario prefettizio |      |
| 1989    | 2002      | Lucio Rognoni           | lista civica Binasco Insieme | Sindaco                 |      |
| 2002    | 2012      | Giovanni Mario Castoldi | lista civica Binasco Insieme | Sindaco                 |      |
| 2012    | 2022      | Riccardo Benvegnù       | lista civica Binasco Più     | Sindaco                 |      |
| 2022    | in carica | Liana Castaldo          | lista civica Binasco Più     | Sindaco                 |      |

### Gemellaggi
- Sonnino, dal 2009[29]

## Iconografia
- Giuseppe Pietro Bagetti, Veduta e Incendio di Binasco del 24 maggio 1796.
- Nicolas-Antoine Taunay, Incendie de Bignasco, 24 mai 1796. Disegno a penna, inchiostro di china, matita, acquerello grigio bruno e tocchi di bianco, cm. 22.8.x32.3 eseguito nel 1802-14 ca.
- Victor Pillement Fils, Incendie de ce Bourg dont les habitans avaient pris les armes contre l'Armée Française, 24 mai 1796. Acquaforte e bulino, mm 500(?) x790. 1811.
- William Skelton, Prise de Bignasco, 25 mai 1796. Acquaforte e bulino, mm 150x231. 1830-35.
- Giuseppe Elena, Il castello di Binasco, Litografia cm. 14.0x19.5, disegno, 1836.
- Attilio Zuccagni-Orlandini, Castello di Binasco, Incisione a Bulino cm. 28,3x19.1, 1845.
- Pelagio Palagi, Orombello e Beatrice di Tenda nel Castello di Binasco, Olio su tela, cm. 64.5x53. eseguito nel 1845-1850 circa.
- Giannino Grossi, Castello di Binasco, Monotipo, cm. 43.x34. eseguito nel 1933.